# SOIUSA
SOIUSA (kratica za italijansko Suddivisione Orografica Internazionale Unificata del Sistema Alpino, Enotna mednarodna orografska razdelitev Alp (EMORA) v slovenščini) je sistem geografske razvrstitve Alp, ki ga je razvil italijanski raziskovalec Alpe Sergio Marazzi.

## Zgodovina
Predstavil je v Italiji do zdaj veljavno, a zastarelo razdelitev iz leta 1926 in delitev Alp (Partizione delle Alpi) ali le njihovih delov, ki je v rabi pri posameznih državnih planinskih organizacijah.

## Strukture urejenosti
Razdelitve na skupine višjega reda: 
Temelji na morfoloških merilih, višino meril, ob upoštevanju zgodovinskih in geografskih regijah v Alpah.
- 2 Dela:  (PT) (de:Teile; fr:grandes parties; it:parti)
  - Zahodne Alpe in Vzhodne Alpe
- 5 velikih sektorjev (SR) (de:Sektoren; fr:grands secteurs; it:settori)
- 36 sekcij (SZ) (de:Sektionen; fr:sections; it:sezioni)
- 31 relativnih sektorjev
- 132 podsekcij (STS) (de:Untersektionen; fr:sous-sections; it:sottosezioni)
- 30 relativnih sektorjev

Razdelitve na skupine nižjega reda:
Temelji na alpinističnih meril.
- 333 nadgrupa (SPG) (de:Supergruppen; fr:super-groupes; it:supergruppi)
- 18 relativnih sektorjev
- 870 skupine (GR) (de:Gruppen; fr:groupes ; it:gruppi)
- 7 relativnih sektorjev
- 1625 podskupine (STG) (de:Untergruppen; fr:sous-groupes; it:sottogruppi)
- 409 relativnih sektorjev

Alpe od prelaza Bocchetta di Altare (francosko Colle di Cadibona), ki jih loči od Apeninov, pa do vzhodnih obronkov pri Dunaju, Gradcu, Mariboru in Ljubljani in do godoviškega prelaza, kjer se začenja Dinarsko gorstvo.